# Reds in my Bed
Reds in My Bed is een single van 10cc. Het is afkomstig van hun album Bloody Tourists. Het is een van de weinige nummers van 10cc waarbij de eerste zangstem niet is toebedeeld aan Stewart of Gouldman.
Het lied schijnt over de toenmalige situatie in met de Stasi in de DDR (Cold War) te gaan. De schrijver kan geen kant op zonder dat er enige vorm van controle op zijn gangen is. Ook kan hij niemand vertrouwen (when the walls have ears). Maar hij heeft wel maatregelen getroffen; hij staat in contact met de top van de Communistische Partij (I’ll stay warm with the Commisars daughter). B-kant van de single was Take These Chains, ook van het album Bloody Tourists.

## Musici
- Stuart Tosh – eerste zang, slagwerk, cabasa, tamboerijn, kleine trom, achtergrondzang
- Graham Gouldman – basgitaar, akoestische gitaar, elektrische gitaar, achtergrondzang
- Eric Stewart – zang, elektrisch piano, moog
- Rick Fenn – elektrische en akoestische gitaar, achtergrondzang
- Paul Burgess – glockenspiel, kleine trom, tamboerijn.

De gangbare toetsenist op het album is Duncan Mackay. Deze ontbreekt hier (nog).

## Hitnoteringen
De single verkocht in tegenstelling tot haar voorganger Dreadlock Holiday matig; het belandde vrijwel nergens in de lijsten.
Graham Gouldman · Eric Stewart · Kevin Godley · Lol Creme

Paul Burgess · Rick Fenn · Stuart Tosh · Duncan Mackay · Tony O'Malley